# Wolfgang Ernesto de Isenburg-Büdingen-Birstein
Wolfgang Ernesto I de Isenburg-Büdingen ( alemán : Wolfgang Ernst I von Isenburg-Büdingen ; * 5 de abril de 1686 en Birstein ; † 15 de abril de 1754 en Birstein) fue de 1711 a 1754 conde , desde 1744 el primer príncipe de Isenburg y Budingen . 

## Biografía
Era hijo del Conde Guillermo Mauricio I de Isenburg-Büdingen-Birstein (1657-1711) y su primera esposa, la Condesa Ana Amalia de Isenburg-Büdingen (1653-1700), hija del Conde Juan Ernesto de Isenburg-Büdingen y la Condesa Maria Carlota de Erbach-Erbach . Su padre se casó por segunda vez en 1700 con Ana Ernestina Sofía de Kvernheim († 1708) y por tercera vez en 1709 con la condesa Wilhelmina Elizabeth von Leiningen-Dagsburg-Falkenburg-Heidesheim (1659-1733). Era hermano de Wilhelm Moritz II (1688-1772), Conde de Isenburg-Büdingen-Philipsich.
El 23 de mayo de 1744, Wolfgang Ernesto fue ascendido a príncipe imperial de Isenburg y Büdingen. Wolfgang Ernst murió el 15 de abril de 1754 a la edad de 68 años en Birstein, Hesse-Darmstadt .

## Matrimonio e Hijos
Wolfgang Ernesto I se casó con la condesa Federica Isabel de Leiningen-Dagburg-Emichsburg (* 16 de enero de 1681; † 11 de enero de 1717) el 27 de noviembre de 1707 en Weilburg , hija del Conde Emich XIV von Leiningen-Dagsburg-Emichsburg ( 1649-1684 ). ) y la condesa del Palatinado Elizabeth Christian von Zweibrucken-Landsberg (1656-1707). Tienen hijos:
- Wilhelm Emich Christoph (1708-1741), príncipe heredero, se casó el 3 de mayo de 1733 en Birstein con la condesa Amalia Belgica von Isenburg-Büdingen (1716-1799)
- Friedrich Ernst (1709-1784), casado el 25 de octubre de 1733 en Offenbach con la condesa Louise Charlotte von Isenburg-Offenbach (1715-1793)
- Christian Ludwig (1710-1791), general en Hesse-Kassel
- Carl Philip (1711-1723)
- Adolf August (1713-1744), coronel muerto en la batalla de Weissenburg, Alsacia
- Johann Casimir (1715-1759), coronel en Suecia, mayor general en Hesse-Kassel, muerto en la batalla de Bergen, Hanau
- Elizabeth Amalia Frederica (1714-1748), casada el 27 de diciembre de 1738 en Birstein con el conde Christian August von Solms-Laubach (1714-1784)

Wolfgang Ernst contrajo segundas nupcias el 27 de enero de 1719 en Marienborn cerca de Mainz con la condesa Elizabeth Charlotte von Isenburg-Büdingen-Marienborn (* 7 de noviembre de 1695; † 23 de septiembre de 1723), hija del conde Carl August von Isenburg-Büdingen-Marien (1667-1725) y Anna Belgica Florentina von Solms-Laubach (1663-1707). Tienen dos hijas:
- Carolina Florentina (1722-1738)
- Dorothea Wilhelmina Albertina (1723-1777), casada el 15 de agosto de 1752 en Birstein con el conde Ernst Dietrich von Isenburg-Büdingen (1717-1758).

Wolfgang Ernst I se casó por tercera vez el 22 de mayo de 1725 en Marienborn con la condesa Charlotte Amalia von Isenburg-Büdingen-Meerholz (* 1 de septiembre de 1692; † 10 de enero de 1752), viuda del conde Ernst Karl von Isenburg-Büdingen-Marienborn (16 - 1717), hija del Conde Georg Albrecht von Isenburg-Büdingen-Meerholz ( 1664-1724 ) y Amalia Henrietta von Sain-Wittgenstein-Berleburg (1664-1733). Tienen hijos: 
- Friedrich Wilhelm (1730-1804), casado el 25 de octubre de 1776 en el Palacio Wagheusel con la condesa Carolina Francisca von Parkstein (1762-1816), hija del elector Carl Theodor von Pfalz
- Charlotte Ferdinand Adolfin (1726-1784)
- Wilhelmina Frederick Louise (1728-1785)
- Hija (* / † 1729)
- Christiana Albertina Henrietta (1732-1736)
- Christian Ferdinand Louise (1737-1763)